# Kulmain
Kulmain (bairisch: Kulma) ist eine Gemeinde im Oberpfälzer Landkreis Tirschenreuth.

## Geografie

### Geografische Lage
Die Gemeinde liegt im äußersten Norden der Oberpfalz, zwischen Steinwald und Fichtelgebirge. Der nördliche Teil des Gemeindegebietes gehört zum Naturpark Fichtelgebirge. Das Gemeindegebiet grenzt im Osten an den Lauf der Fichtelnaab, der größere Teil entwässert aber südwärts zur Haidenaab.

### Nachbargemeinden
| Mehlmeisel 10 km | Brand 8 km                                  | Ebnath 7 km      |
| Immenreuth 5 km  | Kompassrose, die auf Nachbargemeinden zeigt | Neusorg 7 km     |
|                  | Kemnath 3 km                                | Pullenreuth 8 km |

### Gemeindegliederung
Es gibt 19 Gemeindeteile (in Klammern ist der Siedlungstyp angegeben):
- Aign (Dorf)
- Altensteinreuth (Dorf)
- Armesberg (Wallfahrtskirche)
- Babilon (Weiler)
- Erdenweis (Weiler)
- Frankenreuth (Dorf)
- Hofstetten (Einöde)
- Kulmain (Pfarrdorf)
- Lenau (Dorf)
- Neugrünberg (Einöde)
- Oberbruck (Dorf)
- Oberwappenöst (Dorf)
- Ölbrunn (Weiler)
- Rothenhof
- Unterwappenöst (Weiler)
- Witzlasreuth (Dorf)
- Wunschenberg (Dorf)
- Ziegelhütte (Weiler)
- Zinst (Dorf)

Es gibt die Gemarkungen Kulmain, Lenau (nur Gemarkungsteil 0), Oberbruck, Oberwappenöst und Zinst.

## Geschichte

### Ortsname
Der Ortsname Kulmain stammt vom slawischen Cholmina oder Chomane und bedeutet Hügelbewohner.

### Neuzeit
Kulmain gehörte zum Rentamt Amberg und zum Landgericht Waldeck des Kurfürstentums Bayern. In Kulmain existierten zwei Landsassengüter mit einer Jurisdiktion wie bei offenen Hofmarken: Kulmain an der Kirche der Freiherren von Gobel und Kulmain am Weiher der Freiherren von Ponzelin. Im Zuge der Verwaltungsreformen in Bayern entstand mit dem Gemeindeedikt von 1818 die heutige politische Gemeinde.

### Eingemeindungen
Im Jahr 1946 wurde die Gemeinde Oberbruck eingegliedert. Im Zuge der Gebietsreform in Bayern kam am 1. Januar 1972 Zinst hinzu. Am 1. Januar 1978 folgten Gebietsteile der aufgelösten Gemeinden Lenau und Oberwappenöst. Zum 1. Januar 2017 kam eine 3.264.123 m² große Teilfläche des aufgelösten gemeindefreien Gebiets Lenauer Forst zur Gemeinde und gleichzeitig wurden aus der Gemeinde Kulmain 22.140 m² in die Gemeinde Immenreuth und 37.430 m² in die Gemeinde Brand umgegliedert.

### Einwohnerentwicklung
Zwischen 1988 und 2018 stieg die Einwohnerzahl von 2154 auf 2278 um 124 bzw. um 5,8 %.

## Politik

### Gemeinderat
Der Gemeinderat bestand nach der Gemeinderatswahl aus 14 Mitgliedern:
- CSU: 5 Sitze
- Freie Wähler Kulmain: 4 Sitze
- SPD: 2 Sitze
- Bürgerliste: 3 Sitze

### Wappen
| Wappen Gde. Kulmain | Blasonierung: „Unter blauem Schildhaupt, darin drei mit einer schwarzen Leiste überdeckte silberne Spitzen, in Rot ein dreiteiliges silbernes Rundkirchengebäude.“                                                        |
| Wappen Gde. Kulmain | Wappenbegründung: Bei dem Kirchengebäude handelt es sich um die Wallfahrtskirche „Heilige Dreifaltigkeit“ auf dem Armesberg (Armesbergkirche; Aussehen kurz vor dem Brand 1819). Die Gemeinde führt das Wappen seit 1976. |

### Gemeindepartnerschaften
Seit 1988 besteht eine Partnerschaft mit der Stadt Purbach am Neusiedler See.

## Kultur und Sehenswürdigkeiten

### Baudenkmäler
- Ehemalige Schulgebäude Hauptstraße 12 in Kulmain
- Schloss Kulmain
- Schloss Kulmain an der Kirche

### Naturdenkmäler
Der Ortsname liefert einen Hinweis auf die Kulmen, die sich unweit der Gemeinde erheben (vergleiche Rauher Kulm). Unweit des Dorfes befindet sich der Armesberg.

## Persönlichkeiten

### Ehrenbürger
- Martin Wiesend (1910–2003), Weihbischof des Erzbistums Bamberg
- Gerd Schönfelder (* 1970), mehrfacher Paralympicssieger

### Söhne und Töchter der Gemeinde
- Georg Engelhard von Löhneysen (1552–1622), Berghauptmann, Autor und Verleger
- Nathanael Burger OFM (1733–1780), Franziskaner, China-Missionar, Apostolischer Vikar und Bischof in China
- Martin Vogt (1781–1854),  Cellist, Organist und Komponist
- Martin Wiesend (1910–2003), Weihbischof in Bamberg und Titularbischof von Migirpa
- Eugen Braun (* 1938), 1988–1996 Bürgermeister von Altenkunstadt
- Hanna-Barbara Gerl-Falkovitz (* 1945), Religionsphilosophin, Professorin an der TU Dresden
- Wolfgang Lippert (* 1955), Kommunalpolitiker und Landrat des Landkreises Tirschenreuth
- Gerd Schönfelder (* 1970), mehrfacher Paralympicssieger